# Drink it down (sencillo de L'Arc~en~Ciel)
«Drink It Down» es el trigésimo cuarto sencillo de L'Arc-en-Ciel y fue lanzado el 2 de abril de 2008.
Mientras la banda abarcaba 2 giras consecutivas por todo el país grabaron este sencillo, DRINK IT DOWN, el cual se escucharía por primera vez el 30 de enero de 2008 en la premier del videojuego Devil May Cry 4, del que es tema principal. La b-side es la décima canción del grupo versionada por su alineación como P'UNK~EN~CIEL. La escogida fue Dune, una canción compuesta desde sus años indies e incluida en su primer CD del mismo nombre. Esta vez el encargado de los arreglos fue ken, que según sus explicaciones, quiso darle un toque Iron Maiden, de ahí que escogiese una composición tan antigua de la banda.

## Lista de canciones
| #  | Título                              | Compuesta por:                  |
| -- | ----------------------------------- | ------------------------------- |
| 1. | DRINK IT DOWN                       | hyde (letra), yukihiro (música) |
| 2. | Dune 2008                           | hyde (letra), tetsu (música)    |
| 3. | DRINK IT DOWN (hydeless version)    | hyde (letra), yukihiro (música) |
| 4. | Dune 2008 (TETSU P'UNKless version) | hyde (letra), tetsu (música)    |

## Lista de ventas
| Lun | Mar | Mie | Jue | Vie | Sab | Dom | Posición Semanal | Ventas |
| --- | --- | --- | --- | --- | --- | --- | ---------------- | ------ |
| -   | #1  | #1  | #1  | #1  | #1  | #1  | #1               | 94.086 |
| #2  | #7  | #6  | #6  | #7  | #8  | #7  | #7               | 14.008 |
| #8  | #16 | #17 | #17 | #16 | #16 | #15 | #18              | 6.042  |
| #16 | #-- | #-- | #42 | #36 | #40 | #34 | #46              | 2.091  |
| #37 | #43 | #38 | #34 | #42 | #33 | #-- | #41              | 2.194  |
| #32 | #46 | #47 | #-- | #45 | #-- | #-- | #55              | 1,466  |
| --  | --  | --  | --  | --  | --  | --  | #76              | 924    |
| --  | --  | --  | --  | --  | --  | --  | #99              | 938    |
| --  | --  | --  | --  | --  | --  | --  |                  | 715    |
| --  | --  | --  | --  | --  | --  | --  |                  | 637    |
| --  | --  | --  | --  | --  | --  | --  |                  | 496    |
| --  | --  | --  | --  | --  | --  | --  |                  | 404    |
| --  | --  | --  | --  | --  | --  | --  |                  | 451    |
| --  | --  | --  | --  | --  | --  | --  |                  | --     |
| --  | --  | --  | --  | --  | --  | --  |                  | 466    |

- Ventas totales: 125.728[1]

(52.º sencillo más vendido del año 2008 con 125.728 copias)